# Belluard Bollwerk International

Le Belluard Bollwerk International est un festival transdisciplinaire d'art contemporain situé à Fribourg, en Suisse. Créé en 1983 ce festival présente chaque année, durant 10 jours des spectacles et performances d'artistes locaux et internationaux,. Son site principal est la forteresse du Belluard, qui date du XVe siècle.

## Direction du festival
- 1983 - 1985 : Comité de programmation fribourgeois
- 1986 : Michel Ritter[4]
- 1987 : Patrice Zurich
- 1988 : Klaus Hersche, Gabrielle Gawrysiak
- 1989 : pas d'édition
- 1990 : Claudia Buol, Silvie Lieberherr, Edith Mägli
- 1991 : Andres Morte, Marcelli Antuñez, Dirk Seghers, Boris Nieslony je
- 1992 : Anne Biéler, Claude Ratzé
- 1993 : Cis Bierinckx
- 1994 : Nikki Milican
- 1995 : Rob La Frenais
- 1996 : Collectif de programmateurs fribourgeois
- 1997 : Nikki Milican, Cis Bierinckx
- 1998 - 1999 : Olivier Suter, Klaus Hersche
- 2000 - 2003 : Olivier Suter[5]
- 2004 - 2007 : Gion Capeder, Stéphane Noël[4]
- 2007 - 2013 : Sally de Kunst[4],[6],[7]
- 2014 : Cis Bierinckx[8],[9]
- 2015 - 2019 : Anja Dirks[10]
- Dès 2020 : Laurence Wagner[11]

## Thématiques
- 2009 : Économie et participation[12]
- 2012 : Retox[13]
- 2013 : Future Nostalgia[6]
- 2015 : Forteresse Europe[14]
- 2016 : Traditions vivantes[10]
- 2017 : Art en lieux inattendus[15]
- 2018 : Solitude[16]